# Худат
Худат (азерб. Xudat, лезг. Худат) — город в Хачмазском районе Азербайджана, на севере страны, близ побережья Каспийского моря, в 184 км от Баку. Расположен в Самур-Дивичинской низменности.

## Климат
При годовом количестве осадков 350 мм, величина испаряемости 730—800 мм. Летом жарко, средняя температура июля от +24 °С до +26 °С, максимум достигает +43 °С, зима умеренная, а средняя температура от +2 °С до +5 °С, абсолютный минимум -21 °С.

## История
Наибольшую известность город приобрёл в конце XVII века, когда Гусейн I, уроженец этих мест, перейдя в шиитскую веру при персидском дворе, получил в знак благосклонности шаха в своё правление Кубинское и Сальянское ханства, сделав Худат своей столицей. Это положение сохранялось до 1747 года, когда после убийства Афшаридского правителя Надир-шаха праправнук Гусейна I Гусейн Али решил добиться самостоятельности и перенёс столицу в Губу, это местоположение давало ему преимущества в плане обороны. В связи с этим Худат утратил своё прежнее значение.
27 апреля 1920 года станция Худат была взята советскими войсками, развернувшими наступление на Баку — столицу Азербайджанской Демократической Республики. В районе станции произошла лишь недолгая артиллерийская перестрелка между двигавшимися на Баку четырьмя бронепоездами РККА и выступившими им навстречу двумя азербайджанскими бронепоездами.
В 1943 году был образован Худатский район АзССР. В 1950 году Худат получил статус города. В декабре 1959 года Худатский район был упразднен, с передачей полномочий районного центра городу Хачмаз.

## Население
По данным переписи населения 1970 года: 
| Народ              | Численность, чел. | Доля от всего населения, % |
| ------------------ | ----------------- | -------------------------- |
| азербайджанцы      | 3 970             | 45,1 %                     |
| лезгины            | 2 734             | 31 %                       |
| русские и украинцы | 1 137             | 12,9 %                     |
| курды              | 588               | 6,7 %                      |
| другие             | 379               | 4,4 %                      |
| Всего              | 8 808             | 100,00 %                   |

По всесоюзной переписи населения 1989 года в Худате проживало 10 894 человек.
| Год  | Численность | Численность |
| ---- | ----------- | ----------- |
| 1959 | 7068        | [ 6 ]       |
| 1970 | 8808        | [ 7 ]       |
| 1979 | 9755        | [ 8 ]       |
| 1989 | 10 894      | [ 9 ]       |
| 2012 | 15 800      |             |

## Экономика
В советское время в Худате функционировали консервный завод и рыбокоптильный цех. Город расположен вблизи курортного посёлка Набрань.

## Галерея
- Памятник Бабеку в Худате. Установлен в 2009 году. Перевезён в Хачмаз. На его месте водружён государственный флаг.